# 522 (číslo)
Pět set dvacet dva je přirozené číslo. Následuje po čísle pět set dvacet jedna a předchází číslu pět set dvacet tři. Římskými číslicemi se zapisuje DXXII a řeckými číslicemi φκβ.

## Matematika
522 je:
- Abundantní číslo
- Složené číslo
- Nešťastné číslo

## Astronomie
- (522) Helga je planetka hlavního pásu, kterou objevil v roce 1904 Max Wolf

## Roky
- 522
- 522 př. n. l.